# Giáo phận Busan
Giáo phận Busan (tiếng Hàn Quốc: 천주교 부산교구; tiếng Latinh: Dioecesis Busanensis) là một giáo phận của Giáo hội Latinh trực thuộc Giáo hội Công giáo Rôma có tòa giám mục đặt tại Busan, Hàn Quốc. Lãnh đạo đương nhiệm của giáo phận là Giám mục Giuse Son Sam-seok.

## Địa giới
Địa giới giáo phận bao gồm:
- Các thành phố lớn Busan và Ulsan;
- Thành phố Yangsan, một phần thành phố Gimhae và Miryang tại tỉnh Gyeongsang Nam.

Tòa giám mục và Nhà thờ chính tòa Thánh Tâm của giáo phận được đặt tại thành phố Busan.
Giáo phận bao phủ diện tích 3.300 km² và được chia thành 125 giáo xứ.

## Lịch sử
Hạt Đại diện Tông tòa Busan được thành lập vào ngày 21/1/1957 theo tông sắc Quandoquidem novas của Giáo hoàng Piô XII trên phần lãnh thổ tách ra từ Hạt Đại diện Tông tòa Taiku (hiện là Tổng giáo phận Daegu).
Vào ngày 10/3/1962 Hạt Đại diện Tông tòa được nâng cấp thành một giáo phận khi hàng giáo phẩm Hàn Quốc được thiết lập theo tông sắc Fertile Evangelii semen của Giáo hoàng Gioan XXIII.
Vào ngày 15/2/1966 một phần lãnh thổ của giáo phận được tách ra để thành lập Giáo phận Masan.

## Giám mục quản nhiệm
Các giai đoạn trống tòa không quá 2 năm hay không rõ ràng bị loại bỏ.
- Gioan A. Choi Jae-seon † (26/1/1957 - 19/9/1973 từ nhiệm)
- Gabriel Lee Gab-sou † (5/6/1975 - 28/8/1999 về hưu)
- Augustinô Cheong Myong-jo † (28/8/1999 - 1/6/2007 từ nhiệm)
- Phaolô Hwang Cheol-soo (21/11/2007 - 18/8/2018 từ nhiệm)
- Giuse Son Sam-seok, từ 10/4/2019[1]

## Thống kê
Đến năm 2020, giáo phận có 460.003 giáo dân trên dân số tổng cộng 5.562.110, chiếm 8,3%.
| Năm  | Dân số   | Dân số    | Dân số | Linh mục      | Linh mục       | Linh mục      | Linh mục                | Phó tế | Tu sĩ     | Tu sĩ    | Giáo xứ |
| Năm  | giáo dân | tổng cộng | %      | linh mục đoàn | linh mục triều | linh mục dòng | tỉ lệ giáo dân/linh mục | Phó tế | nam tu sĩ | nữ tu sĩ | Giáo xứ |
| ---- | -------- | --------- | ------ | ------------- | -------------- | ------------- | ----------------------- | ------ | --------- | -------- | ------- |
| 1970 | 75.477   | 2.604.055 | 2,9    | 67            | 52             | 15            | 1.126                   |        | 16        | 140      | 36      |
| 1980 | 121.409  | 3.776.180 | 3,2    | 77            | 58             | 19            | 1.576                   |        | 19        | 410      | 53      |
| 1990 | 256.722  | 4.994.626 | 5,1    | 103           | 82             | 21            | 2.492                   |        | 34        | 766      | 69      |
| 1999 | 346.049  | 5.436.475 | 6,4    | 180           | 162            | 18            | 1.922                   |        | 35        | 746      | 91      |
| 2000 | 357.593  | 5.415.446 | 6,6    | 189           | 169            | 20            | 1.892                   |        | 43        | 757      | 92      |
| 2001 | 368.436  | 5.368.563 | 6,9    | 201           | 179            | 22            | 1.833                   |        | 43        | 867      | 92      |
| 2002 | 375.098  | 5.370.679 | 7,0    | 212           | 189            | 23            | 1.769                   |        | 49        | 765      | 93      |
| 2003 | 374.532  | 5.449.037 | 6,9    | 240           | 215            | 25            | 1.560                   |        | 46        | 381      | 98      |
| 2004 | 379.030  | 5.437.906 | 7,0    | 249           | 225            | 24            | 1.522                   |        | 51        | 661      | 95      |
| 2010 | 415.157  | 5.538.219 | 7,5    | 295           | 274            | 21            | 1.407                   |        | 43        | 834      | 110     |
| 2012 | 422.012  | 5.560.101 | 7,6    | 321           | 304            | 17            | 1.314                   |        | 29        | 619      | 119     |
| 2015 | 442.392  | 5.617.267 | 7,9    | 327           | 310            | 17            | 1.352                   |        | 31        | 636      | 123     |
| 2018 | 454.890  | 5.613.436 | 8,1    | 339           | 315            | 24            | 1.341                   |        | 38        | 682      | 124     |
| 2020 | 460.003  | 5.562.110 | 8,3    | 347           | 326            | 21            | 1.325                   |        | 41        | 688      | 125     |